# 石人沟遗址
石人沟遗址，位于中国吉林省和龙市龙城镇石人沟村，2007年5月31日公布为第六批吉林省文物保护单位，2013年3月5日公布为第七批全国重点文物保护单位。